# سانتياغو كاسترو (لاعب كرة قدم)
سانتياغو كاسترو هو لاعب كرة قدم أرجنتيني في مركز الهجوم، ولد في 18 سبتمبر 2004.